# Università delle Filippine
L' università delle Filippine  (Unibersidad ng Pilipinas in filippino, comunemente abbreviata in U.P. o colloquialmente Peyups) è l'università nazionale delle Filippine.

## Descrizione
Fondata nel 1908 tramite l'atto No. 1870 della prima legislatura filippina, conosciuto come "Atto dell'università" dalle autorità degli Stati Uniti, l'università attualmente fornisce il maggior numero di corsi di laurea nel paese. La risoluzione del Senato No. 276 del Senato delle Filippine riconosce l'università come "prima università della nazione". Sette dei quindici presidenti delle Filippine hanno frequentato i corsi dell'università sia come studenti che come studenti post laurea.